# 허 강남
허 강남(許 康男)은 허나라의 남작이다. 허 정남의 아들이다.